# Квинт Сервилий Фиденат (военный трибун 402 года до н. э.)
Квинт Сервилий Фиденат (лат. Quintus Servilius Fidenas; V—IV века до н. э.) — древнеримский военачальник и политический деятель из патрицианского рода Сервилиев, шестикратный военный трибун с консульской властью (в 402, 398, 395, 390, 388 и 386 годах до н. э.). Сын Квинта Сервилия, внук Публия Сервилия Приска, консул 463 года до н. э.
Несмотря на многократные избрания на высшую должность республики, источники очень мало рассказывают о деятельности Квинта Сервилия. Вероятно, он участвовал в осаде Вейй; в 396 году до н. э. был одним из трёх интеррексов; во время своего третьего трибуната (395 год до н. э.) он совместно с одним из своих коллег Марком Валерием Лактуцином воевал с городом Капены, заставив противника просить мира.
Квинт Сервилий был одним из военных трибунов с консульской властью в год взятия Рима галлами. Во время его пятого трибуната (388 год до н. э.) Рим вёл войну с Тарквиниями и эквами. В 386 году до н. э., когда Сервилий был военным трибуном в последний, шестой, раз, началась война с Антием, и пять трибунов заявили о своей готовности подчиниться шестому — Марку Фурию Камиллу. Последний, отправившись на войну, оставил Сервилия со второй армией у Города на случай волнений в Этрурии или нападений латинов и герников.